# 믈라다볼레슬라프

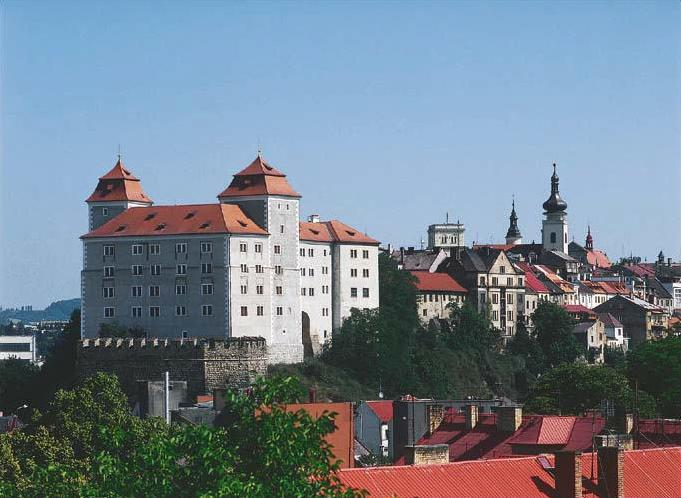
믈라다볼레슬라프

믈라다볼레슬라프(체코어: Mladá Boleslav, 독일어: Jungbunzlau 융분츨라우[*], 라틴어: Bumsla 붐슬라[*])는 체코 중앙보헤미아주의 도시로, 면적은 28.89km2, 높이는 235m, 인구는 50,000명(2006년 기준)이다. 이제라 강 좌안과 접하고 있고 프라하(체코의 수도)에서 북동쪽으로 약 50km 정도 떨어진 곳에 위치한다.

시기
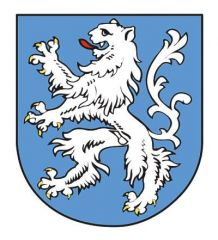
시 문장

## 인구
| 연도           | 인구   | ±%     |
| -------------- | ------ | ------ |
| 1869           | 11,003 | —      |
| 1880           | 12,249 | +11.3% |
| 1890           | 14,452 | +18.0% |
| 1900           | 17,017 | +17.7% |
| 1910           | 20,640 | +21.3% |
| 1921           | 21,425 | +3.8%  |
| 1930           | 24,488 | +14.3% |
| 1950           | 23,204 | −5.2%  |
| 1961           | 26,021 | +12.1% |
| 1970           | 31,085 | +19.5% |
| 1980           | 41,226 | +32.6% |
| 1991           | 43,859 | +6.4%  |
| 2001           | 44,255 | +0.9%  |
| 2011           | 44,303 | +0.1%  |
| 2021           | 42,536 | −4.0%  |
| 출처: Censuses |        |        |

## 역사
10세기 중반에 보헤미아의 국왕인 볼레슬라프 2세의 요새가 건설하면서 등장했다. 당시 프라하 인근에 "볼레슬라프"라는 이름으로 알려진 요새가 있었기 때문에 새 요새는 옛 볼레슬라프 요새와 구별하기 위해 "믈라다"(Mladá, 체코어로 "젊은", "새로운"이라는 뜻)를 붙여주었다. 한편 옛 볼레슬라프 요새는 15세기에 스타라 볼레슬라프(Stará Boleslav, "옛 볼레슬라프"라는 뜻)라는 이름으로 알려져 있었다. 1334년과 1436년 도시 특권을 부여받은 이래 북부 보헤미아와 루사티아, 브란덴부르크를 연결하는 도로가 지나가는 중심지로 성장했다. 16세기 모라비안의 중심지로 여겨졌지만 17세기 가톨릭이 들어오면서 마을 인구가 감소했다.
17세기와 18세기에는 유대인의 중심지로 여겨졌으며 당시에는 마을 인구의 절반이 유대인이었다. 19세기(유대인 공동체가 감소했던 시기였음)에는 "이제라 강의 예루살렘"이라는 별명이 붙여졌다. 1634년 야코프 바셰비 폰 트로이엔베르크가 합스부르크 왕가 최초의 유대인 귀족이 되었으며 그의 시신도 믈라다볼레슬라프 유대인 묘지에 매장되었다.
19세기 지역의 중심지로 여겨지면서 새로운 번영의 시대를 맞이했다. 마을에는 새 학교와 극장, 미술관이 건설되었고 라우린 & 클레멘트(현재의 슈코다) 자동차 공장이 문을 열었다. 1948년 공산주의 혁명의 여파로 인해 인구가 감소했지만 1990년대 이후부터 크게 개선되었고 현재는 체코에서 부유한 도시 가운데 하나로 여겨진다.

## 자매 도시
- 독일 디부르크
- 영국 킹스린
- 슬로바키아 페지노크
- 핀란드 반타